# Jacques Fadat
Jacques Fadat, né à Paris le 4 août 1950, est un artiste français, créateur de tapisserie d’Aubusson, professeur d’art, conférencier. Il est spécialisé dans la conception, la création et la réalisation de grandes tentures.

## Biographie
Jacques Fadat intègre une première école des Beaux-Arts en Bretagne, puis celle de Clermont-Ferrand. Il obtient son Diplôme National des Beaux-Arts en 1977
Il s'installe avec sa famille en Limousin en 1975, il y enseigne les arts plastiques dans différents établissements.
À son arrivée en Creuse, il s'intéresse à l'art tissé et installe son atelier à Mautes, près d'Aubusson. Il dessine et fait réaliser plusieurs centaines de tapisseries (330). Simultanément, il coordonne la création des tapisseries du bicentenaire de la Révolution française, une création de Richard Texier,.
À partir des années 1990, des films lui sont consacrés ("Le bicentenaire" réalisation Jean-Claude Darrigaud / "Éclats d'eau" réalisation Bertrand Fernandez, "La Tenture Olympe de Gouges" réalisation Pierre Yves Callizot). C'est à cette époque qu'il commence à écrire plusieurs ouvrages sur la technique et l'histoire de ce métier d'art.
Grand acteur de la tapisserie d'Aubusson contemporaine, ces œuvres tissées sont accrochées aux cimaises d'institutions publiques et de collectionneurs privés
Après plusieurs décennies passées près d’Aubusson en Creuse, il s'installe sur l’île d’Oléron, où il continue à créer.

## Exemples de réalisations
- La Suite des Droits de l'homme, en 1989. Président de l'association le Cercle de la Tapisserie de Droits de l'Homme (CTDH), il obtient le label de la mission du bicentenaire en 1987, choisit l'artiste Richard Texier et fait réaliser d'après ses œuvres 7 tapisseries monumentales. L'ensemble de 132 m2 est tissé en quelques mois dans des ateliers d'Aubusson par 70 lissières et lissiers. La Suite est inaugurée par le Président de la République, François Mitterrand, en mai 1989[9],[10],[4].

- Éclats d'Eau, en 1995. Sensible à l'environnement il convainc Nicolas Hulot et sa fondation d'un partenariat entre les sciences et l'art, dirigé vers le monde scolaire. Il s'associe avec Gast Michels, artiste luxembourgeois et Rico Sequiera, artiste portugais, pour la réalisation de 9 œuvres sur le thème de l'eau, accompagnées de modules didactiques et d'une histoire de la mer dans la tapisserie d'Aubusson[11],[12].

- Les fils de Compostelle, en 2000. Après avoir suivi les pas de pèlerins sur le chemin de Compostelle, il crée, pour cette aventure spirituelle, quelque 27 tapisseries, mais également 2 tapis, 3 vitraux, 15 porcelaines de Limoges et 12 lithographies originales. Il travaille 4 ans avec des maîtres d'art dans les différentes disciplines concernées, pour la réalisation de cette exposition personnelle[13],[14].

- La Suite Omanaise, en 2005[12]. Avec son ami et partenaire anglais Ken Tatham il fait, pendant plus d'une décennie, tisser pour le Sultan d'Oman, Qabus ibn Saïd, 17 tapisseries en soie et fils d'or représentant des Sourates. Ces œuvres, ornant depuis les palais du Sultan, ont permis à l'élite des lissiers de tisser des pièces extrêmement fines, comme au XVIIIe siècle.

- La tenture Olympe de Gouges, en 2012. Soutenu par l'association le Cercle de la Tapisserie d'Aubusson (CTD'A), il travaille sur sa cinquième Suite mettant en lumière la déclaration des droits de la femme et de la citoyenne rédigée en 1791 par Olympe de Gouges et 17 femmes exceptionnelles de notre histoire contemporaine. Les premières tapisseries tissées rendent ainsi hommage à Joséphine Baker, Louise Weiss, Olympe de Gouges[15],[16],[12],[17].

## Distinctions
- Chevalier de l'ordre national du Mérite (14 novembre 1990)
- Chevalier des Arts et lettres (30 novembre 1999)

## Publications et catalogues
- La tapisserie d'Aubusson - Éditions Forets
- La Suite des Droits de l'homme avec le CTDH – Éditions Géhan
- 20 ans œuvre tissé - Éditions Géhan
- La tapisserie d'Aubusson, histoire et technique, en collaboration avec Jean-Luc Pasty – Éditions Géhan
- Éclats d'Eau, avec la Fondation Nicolas Hulot - Éditions Géhan
- Les fils de Compostelle, avec Annie Bongrand, Louis Cariot et Robert Guinot – Éditions Géhan